# L'Écho des marcheurs
L'Écho des marcheurs est un périodique créé en 1927 traitant de marche athlétique.
Ce mensuel était publié à Paris.